# ナマコ
ナマコ（海鼠、別名:俵子、英: sea cucumber）は棘皮動物門のグループの一つで、ナマコ綱 Holothuroidea に分類される。体が細長く口が水平に向くなどの特徴を共有する一群である。世界に約1,500種、日本にはそのうち200種ほどが分布する。食用になるのはマナマコなど約30種類。寿命は約5-10年。

## 概説
ナマコ綱は、棘皮動物門に属する動物の一群である。この門の他の群（ウニ、ヒトデ、クモヒトデ、ウミユリ）は体軸を基盤面に垂直にした体をもつのに対して、ナマコ類は体が前後に細長く、腹面と背面の区別がある。見かけ上は左右相称であるが、体の基本構造は棘皮動物に共通した五放射相称となっている。体表が刺や硬い殻ではなく、比較的柔軟な体壁に覆われることもナマコの特徴である。骨格の発達は悪く、細かな骨片として体壁に散らばっている。雌雄異体であるが、外観から区別することは困難である。
ナマコは無脊椎動物としては大きく生育する方で、多くの種が体長が数十センチメートルに達する。最大級のナマコであるクレナイオオイカリナマコは体長4.5メートル、直径10センチメートルに達する。日本周辺の海域にはシカクナマコ科のマナマコが特に多く、食用にされるナマコもほとんどの場合はこの種である。

## 分布と生活様式

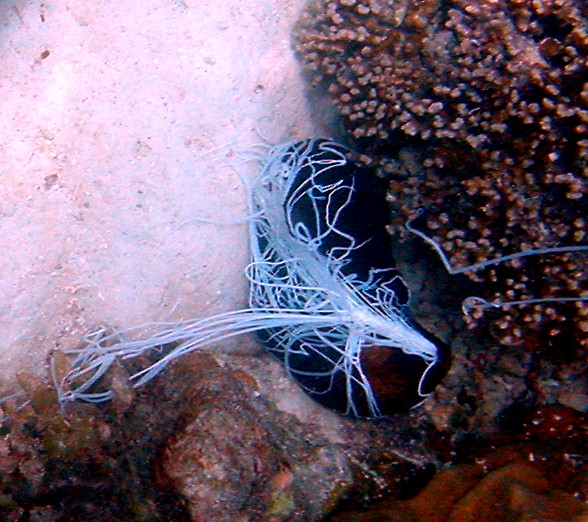
キュビエ器官（白い糸状の組織）を放出するナマコ

### 分布
すべてが海産であり、淡水・汽水域には生息しない。潮間帯から深海まで分布範囲は海洋全域に及ぶ。大部分が底生で、潜行性のものも含む。深海に住むナマコには、ユメナマコなど浮遊性の種類も知られる。サンゴ礁の海底や深海底の一部では、極めて大きな集団を形成することがある。

### 行動
基本的に不活発な動物で、海底をゆっくりと這っている。多くのナマコがデトリタス（海底に降り積もって堆積した有機物）を主な餌とし、触手でそれらを集めて食べる。食べ方は種によって異なり、海底表面のデトリタスを舐めとるように食べるものと、砂と共に口にかき集めるものがいる。水中に触手を広げ、海中を漂う有機物を集めるナマコもいる。
特殊な性質として、敵の攻撃を受けると腸管由来の内臓を放出するものがある。熱帯性のナマコの多くはキュビエ器官という白い糸状の組織を持っており、刺激を受けると肛門から吐出する。キュビエ器官は動物の体表にねばねばと張り付き、行動の邪魔をする。マナマコなどキュビエ器官を持たないナマコは、腸管を肛門や口から放出する。ナマコは他の棘皮動物同様に再生力が強く、吐き出した内臓は1-3ヶ月ほどで再生される。同様にある程度絶食の環境にも耐えられる。

## 形態

### 外部形態

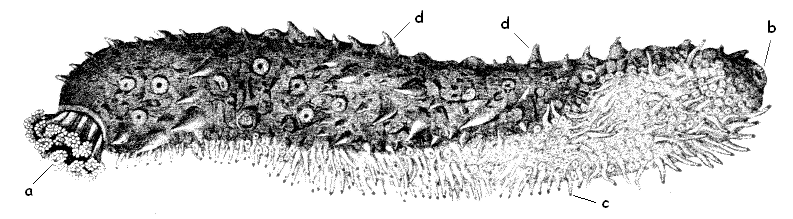
ナマコの外部形態（a - 触手、b – 肛門、c - 腹部の管足、d - 疣足）

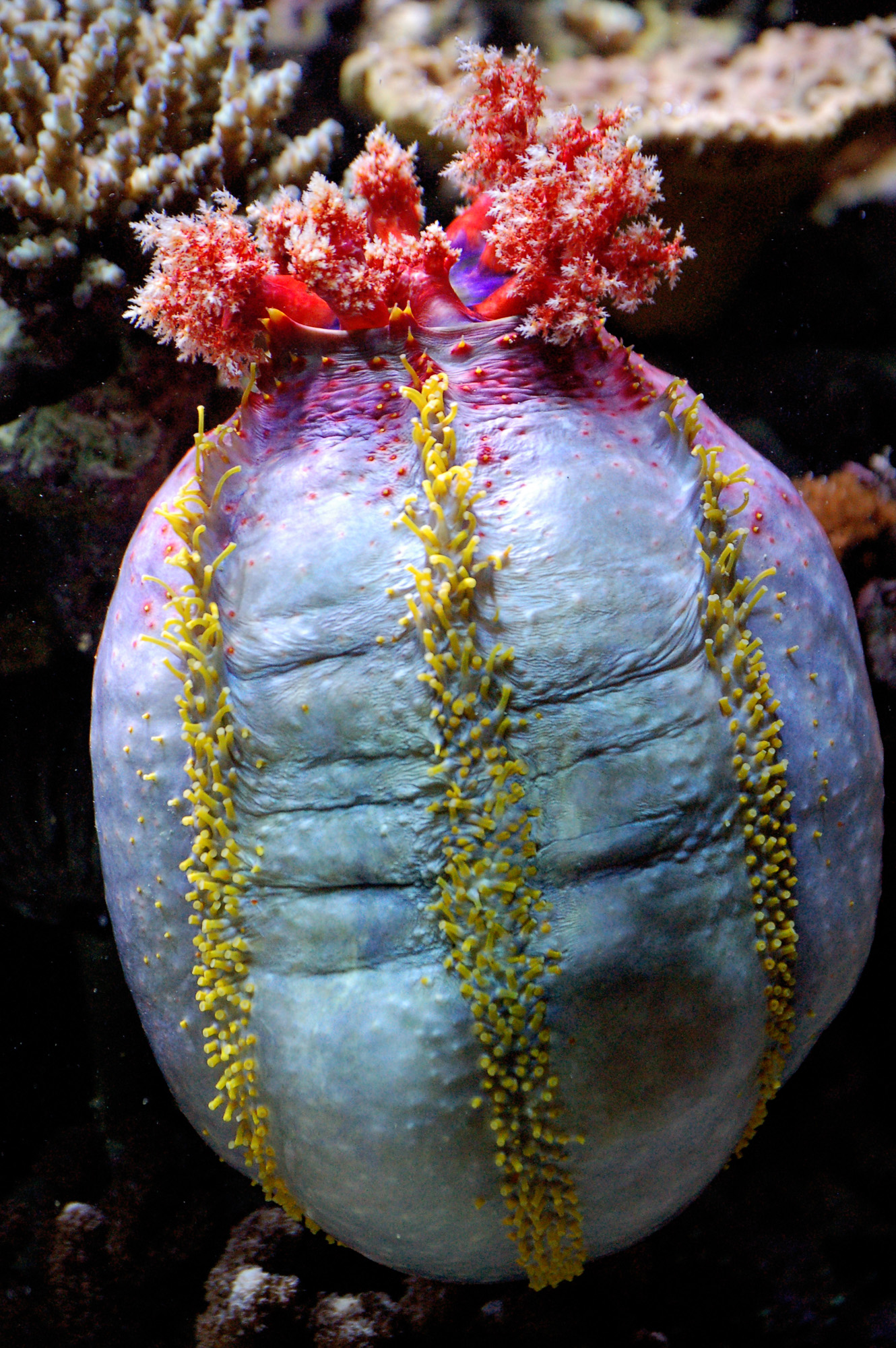
水槽の壁を這うアデヤカキンコ。腹側に走行する3列の歩帯が明瞭である

多くは細長い芋虫型で、腹と背の区別がある。前端に口、後端には肛門がある。ナマコの体表は主にコラーゲンから成る厚い体壁に覆われている。体壁は柔軟で、伸縮性に富む。表面はクチクラに覆われ、内側には環状筋と5列の縦走筋があり、これらを使って呼吸や運動を行う。体重の90%以上は水分である。深海の浮遊性ナマコは寒天質の体をしており、重量を減らすことで浮力を得ているとみられる。
ヒトデと違ってわかりづらいが、ナマコの体も棘皮動物に共通する五放射相称の構造となっている。ナマコの腹には中央とその両側に歩帯（管足が並ぶ）があり、背側には左右両端に歩帯（管足が変形した疣足が並ぶ）がある。すなわち、全身は放射状に並んだ5つの歩帯から構成されている。腹側の管足は移動に使われ、先端が吸盤となっている。無足目と隠足目のナマコは管足を持たず、蠕動運動によって移動する。板足目のナマコは多くが深海性で、一部には太く大きな管足を持つ種類がいる。

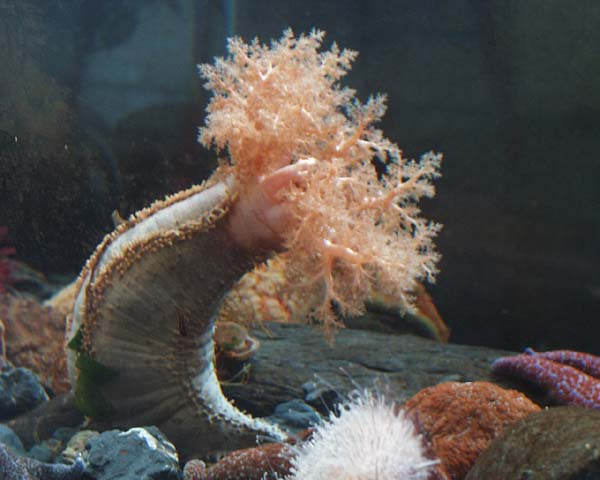
触手が発達したキンコ属の一種、Cucumaria miniata

口周辺には管足が変形した触手が輪状に配列し、餌の摂取や、種によっては移動にも使われる。触手は他の管足よりはるかに大きく、先端は種によってさまざまな形に枝分かれしている。触手は口に引っ込めることも可能で、本数は5の倍数であることがほとんどである。
ナマコは骨格を持たないが、体壁の内部に石灰質の骨片が無数に散らばっている。骨片は肉眼で確認できる大きさのものもあるが、大部分は顕微鏡サイズで、微小骨片 (spicule) と言われる。骨片の形は穴の空いた平板型、車輪状、カギ型、錨型などさまざまで、分類上の形質としても使われる。
ナマコの体壁は真皮と筋肉から成り、水分の含有量が高い。体壁はその硬さを大きく変化させることができる。硬質ゴムのように硬くもなり、つかんだ指の間から流れそうなほど柔らかくなることもある。柔らかくなって岩の隙間にもぐりこみ、そこで硬くなって天敵や波に引き出されないようにするなど、ナマコはこの性質を防御に利用していると考えられている。

### 内部形態

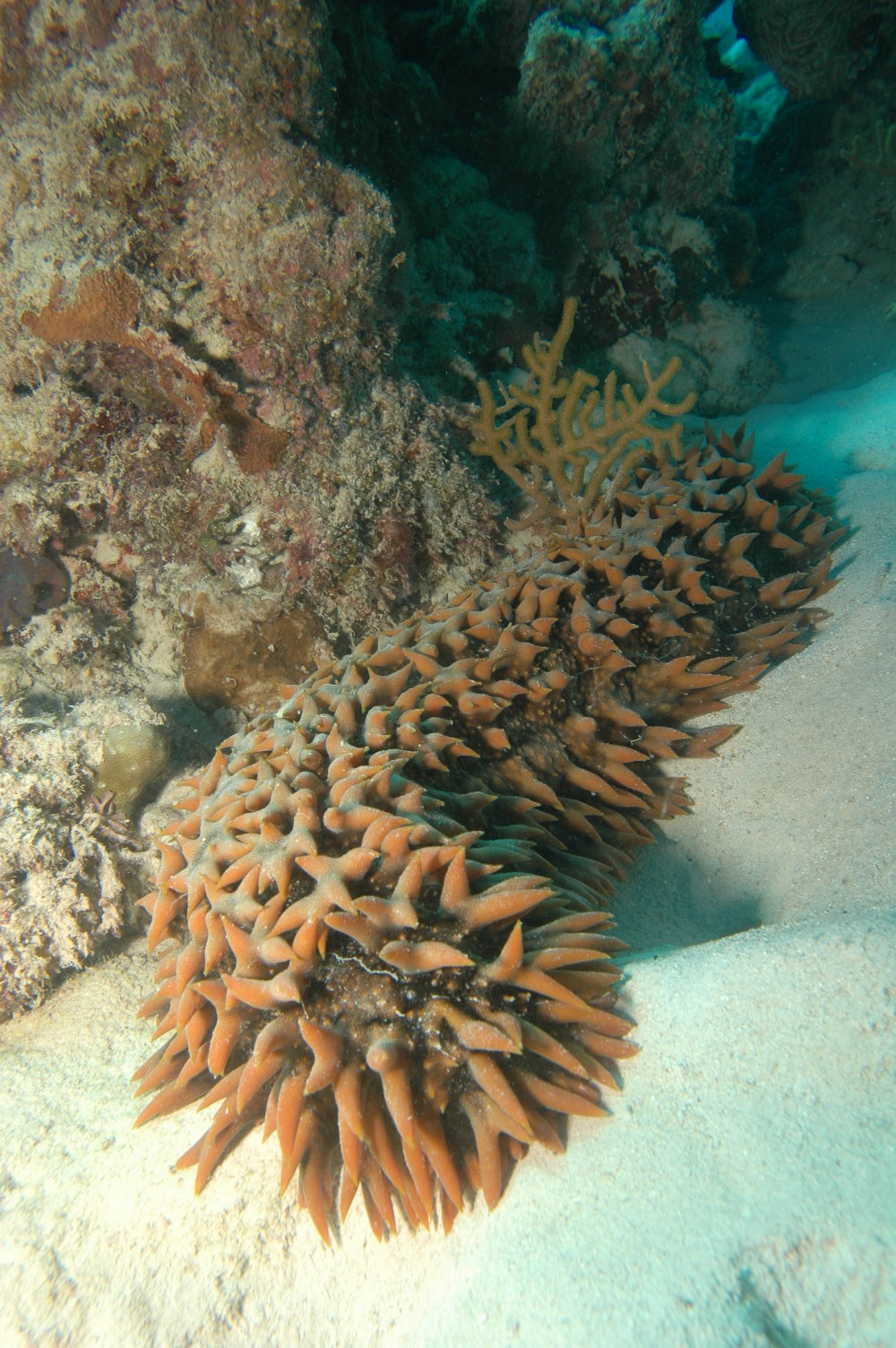
星型の疣足が特徴のバイカナマコ（Thelenota ananas）

#### 消化器
ナマコは消化器として食道・胃（種によっては不明瞭）・小腸・大腸を持つ。口から肛門まで直線状あるいはS字型の単純な構造をとる種（マナマコなど）と、とぐろを巻いた複雑な構造をとる種（キンコなど）がある。食道の入り口の周囲には囲食道骨と呼ばれる10個の骨板が並ぶ。大腸は総排泄腔と肛門へ続き、肛門には肛歯と呼ばれる5本の歯がついている。

#### 呼吸器
ナマコは明確な呼吸器を持つことで棘皮動物の中では突出している。総排泄腔から体腔内に左右一対の樹状に分岐した管が伸び、ここに海水を出し入れすることで呼吸が行われる。この器官を呼吸樹 (respiratory tree) という。なお、ナマコは皮膚呼吸も行っており、呼吸樹を失っても直ちに生命に危険が及ぶわけではない。板足目・無足目のナマコは呼吸樹を持たない。
楯手目のナマコの一部には、呼吸樹の基部に白い糸状の器官がつながっている。これはキュビエ器官と呼ばれる特殊な防御器官で、ナマコは敵に襲われるとキュビエ器官を肛門から放出する（行動を参照）。

#### 循環器
ナマコには心臓がなく、明瞭な血管系は持たない。酸素の輸送など体内の循環系を司るのは、水管系ならびに血洞系と呼ばれるシステムである。水管系は環状水管と放射水管からなる。環状水管は食道の周りを取り巻き、5本の放射水管とポーリ嚢（袋状の組織で、機能は不明）につながっている。放射水管は体壁の中を走行し、管足に分岐する。管足や触手の基部には瓶嚢と呼ばれる袋があり、ここに水管内の液体を出し入れすることで管足の太さを調節している。水管の中を流れている液体の成分は、海水とほぼ同じである。
血洞系の構成は水管系とよく似ており、周口血洞環から伸びる5本の放射血洞からなる。放射血洞は多数の細い管を腸管に伸ばしていて、栄養吸収・輸送の役割を持つものとみられている。水管系・血洞系はそれぞれ体壁・腸管においてメインとなる循環システムであるが、全身への酸素・栄養供給は体腔内に満たされた体腔液が行っている。

#### 神経系
神経系は食道周囲に環状に配置する周口神経環と、後方へ伸びた5本の放射神経からなる。目・耳・鼻などまとまった感覚器官は持っていない。外敵との接触や光の変化などについては、体壁に分布する皮膚神経叢によって感知される。

#### 生殖器
生殖巣は体の前方にあり、精子や卵を放出するための生殖口は触手の後方付近に開く。繁殖期には、生殖巣は体腔のほとんどを占めるほど大きくなる。精巣と卵巣は色合いがわずかに異なるものの、肉眼で区別することは一般に難しい。

## 繁殖と発生

### 繁殖
ナマコには雄と雌の区別があり、多くの種は体外受精による繁殖を行う。日本周辺でのナマコの産卵期は3月中旬から8月下旬までの間で、この期間に1匹のマナマコが生む卵の数は2,000万個程度と見積もられている。ナマコの生殖口は後頭部にあり、放精・放卵の際には体の前部を大きく持ち上げ、L字型の姿勢をとる。

### 発生
初期の幼生はウニなどのそれに似ているが、次第にやや縦長の体に複雑に折れ曲がりながら体を取り巻く繊毛帯を持つ幼生（アウリキュラリア幼生：ラテン語で耳たぶの意）となって、海中を漂う浮遊生活をする。次の段階では樽型のドリオラリア幼生（ラテン語で樽の意）となるが、この時期の終盤には海底に沈むことが多くなり、底性生活へと移行していく。その後ペンタクチュラ幼生を経て変態を行い、成体とほぼ同じ姿の稚ナマコとなる。マナマコの場合、卵から稚ナマコになるまではおよそ1ヶ月ほどである。
ある程度成長するまでは、親ナマコの体内で過ごすナマコもいる。首の周りに哺育嚢を持つPsolus koehieriや、体腔内で幼生をかくまうムラサキグミモドキなど30種余りが知られている。南極海など寒冷な海に住むナマコにこのタイプが多く、幼生の生存率を高めるための適応と考えられている。

## 利用

### 食材としてのナマコ

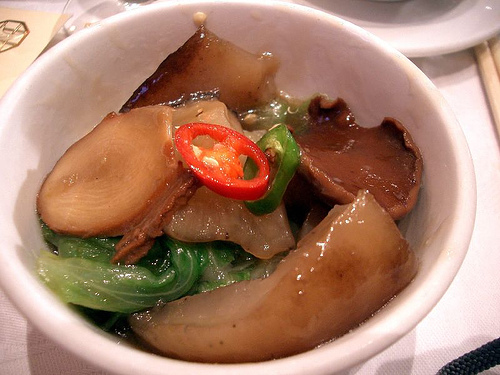
ナマコを煮て作った料理

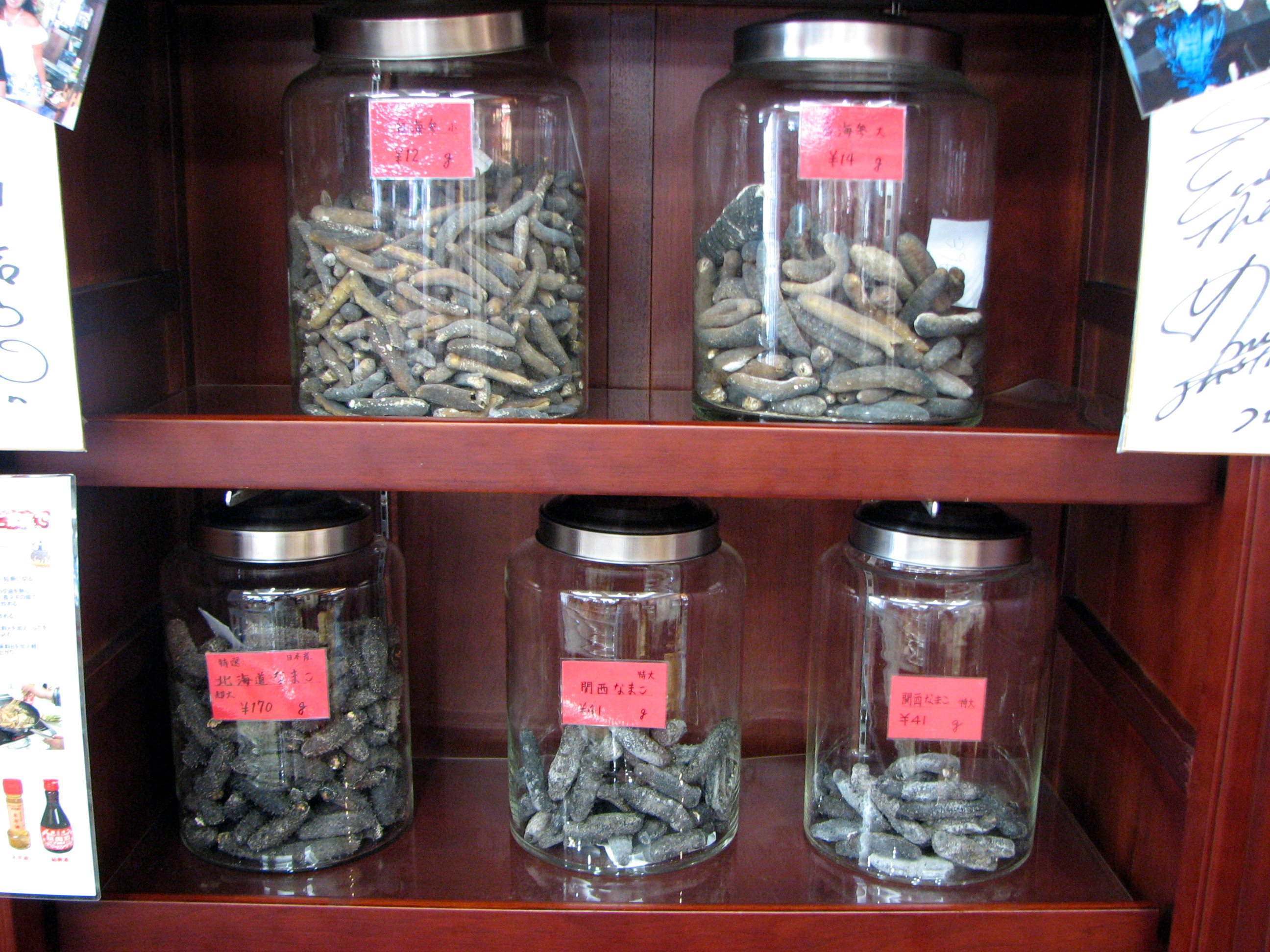
横浜の中国薬店で販売される干しナマコ

ナマコ類は無脊椎動物の中では大きくなる方だが、攻撃手段を持たず、動きも遅いため捕獲が容易である。日本や中国では古来より、ナマコを食料として利用してきた長い歴史がある。日本で主に食用とされるマナマコは体色からアカ・アオ・クロの3種に分けられ、それぞれ地域によって価格差がある。スーパーの店頭に並ぶのは3種のうち最も商品価値の低いアオであることがほとんどである。
旬は初冬とされ、日本では酢の物として食べることが多く、味よりはコリコリとした独特の食感を楽しむ食べ方をされる。腸などの内臓を塩辛にしたものはこのわたと呼ばれ、ウニ・からすみ（ボラの卵の塩漬け）と並んで日本三大珍味のひとつとされる。905年編纂の『延喜式』にも記述があり、ナマコの利用法としては1,000年以上の歴史を持つ。
生食が中心の日本に対し、中国では乾燥させた干しナマコとして利用するのが一般的である。内臓を除いて薄い塩水などで煮た後に乾燥させたナマコを煎海鼠、海参（いりこ）という。煎海鼠は、日本でも古くは体内の虫殺し、肝臓への薬効、痰の除去などに効果があると言われ、『養老律令』賦役令及び『延喜式』にも諸国からの貢納品として挙げられている。『本朝食鑑』には、その形がネズミに似ていることから「鼠」の字が用いられたと伝えられ、江戸時代には米俵に似ているということで豊作に通じた縁起物として正月の雑煮の具（上置）に用いられた。また、長崎貿易においては「俵物」として清などに輸出された。
卵巣を干したものはこのこまたは口子（くちこ）と呼ばれる。

### 医薬品としての利用
ナマコは漢方薬として古くから滋養強壮薬、皮膚病薬として用いられてきた。中国語でナマコを指す「海参（ハイシェン）」は、その強壮作用から「海の人参（御種人参）」との意味でつけられた名前である。朝鮮人参の主要薬効成分であるサポニン類は通常は植物の持つ成分であるが、ナマコやヒトデなど一部の棘皮動物にも含まれていることが明らかにされている。
ナマコが持つサポニンの一種ホロツリン (英語: holothurin) は強い防カビ作用を持ち、白癬菌を原因とする水虫の治療薬「ホロクリンS」として実用化されている。ナマコのサポニンはキュビエ器官や卵巣に多く含まれ、この毒性を利用して魚を捕る小規模漁も行われている。
サポニンの界面活性作用を石鹸に用いることがある。

## ナマコの文化
日本人とナマコの関わりは古く、712年に編纂された日本最古の歴史書『古事記』にその記述が見える。天孫降臨の際、アメノウズメ（猿女君の始祖）が魚たちを集め「神の御子（天孫たるニニギ）に仕えるか」と問うたとき、ナマコだけが答えなかった。怒ったアメノウズメは小刀でナマコの口を裂いた、という内容が記されている。
『古事記』にはすでに「海鼠」という語が登場しているが、当時はこれで「コ」と読んでいた。「ナマコ」とは本来は調理をしていない（生の）「コ」を指す言葉であった。この名残が、前述の「このわた」（「コ」の腸）、「いりこ」（煎り「コ」）、「このこ」（「コ」の子）という語に残っている。平安時代中期の辞書である『和名類聚抄』には「老海鼠」「虎海鼠」などが掲載されている。『本朝食鑑』や『日本山海名産図会』など江戸時代の食材図鑑にもナマコは紹介されており、ナマコ食の歴史は長い。夏目漱石の小説『吾輩は猫である』の中には、初めてナマコを食べた人物の胆力には敬服すべきだ、という一節もあり、食べ物としては意外な印象を与える場合も少なからずあったようである。
ナマコは和歌や俳句の題材にも選ばれ、俳句では冬の季語とされている。「生きながらひとつに凍る海鼠かな」（松尾芭蕉）、「安々と海鼠のごとき子を産めり」（夏目漱石）など、多くの文人・歌人たちにより様々な作品が残されている。
「塗り箸でナマコをはさむ（難しいことの例え）」「ナマコに藁（弱点のこと）」「ナマコの化けたよう（醜いものの例え）」など、ナマコに関することわざもいくつかある。

## 漁業

### 日本のナマコ漁獲量

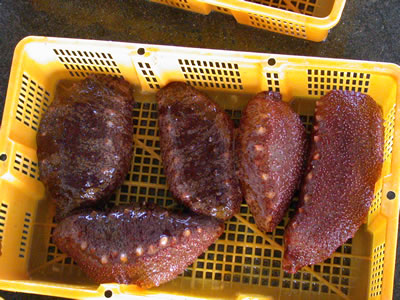
水揚げされたナマコ

日本のナマコ漁獲量は1980年代以降減少傾向にあったが、2006年度には10,000トンと、1970年代後半の規模にまで回復した。2006年度の生産額は130億円余り。主な漁法は小型底引き網で、このほかに潜水器や海人による小規模漁も行われている。乾燥ナマコは香港、中国などに輸出され、特に香港に輸出される農林水産物としては金額で1位である（約110億円、2006年）。都道府県別漁獲量では北海道・青森・山口が特に多い。

### ナマコ漁の歴史
日本のナマコ漁は古代から行われており、733年に献上された『出雲国風土記』にはナマコの産地として現在の島根県松江市美保関町などが紹介され、後年の『延喜式』にはイリコやこのわたが租税として納付されたと記されている。
江戸時代には、ナマコは中国（清）への主要な輸出品となった。干しナマコ・ふかひれ・干しアワビは特に多く輸出され、「俵物三品（たわらものさんぴん）」と呼ばれた。ナマコを外貨獲得の手段として重要視していた幕府は、一般市場でのナマコ流通を禁止し、漁師に対しては増産を厳しく迫った。幕府に対し取り立ての猶予を求める、各地の漁業者からの上申書も残されている。
ナマコ養殖の試みは明治に始まり、稚ナマコの放流や人工漁礁の造成が各地で行われた。禁漁期間の設定や漁礁の改良を行うなどの努力により一定の成果が得られた地域は多く、大浦湾では昭和初期に増産の成功を記念して「海鼠増殖記念碑」が建てられた。

### 日本以外のナマコ漁
アメリカ合衆国フロリダ州、コスタリカ、エクアドル、インドなどでもナマコの漁獲が行われ、ほぼ全量が中国へ輸出されている。21世紀に入り、中国の富裕層が増加すると高級食材としてのナマコの需要が高まり、フロリダにおける漁獲量が約4倍増加。2014年6月からは、資源量の減少を危惧したフロリダ州魚類野生生物保護局により、1隻1日200匹までの漁獲制限がなされる。

## 密漁問題
近年では中華料理の食材として特に黒ナマコが海のダイヤ等と呼ばれ非常に高値で取引されることが多く、そのために保護水域や漁業水域での密漁も横行している。
密漁の背景には、中華料理の食材としてはもちろん、中国での需要増による価格の高騰が背景にあり、そのために生活に困った漁師などに密輸業者が目をつけ、密漁を推進したりすることが各地で続いており、ナマコ類と、それを漁業として生計を立てている漁師や水産関係者に、自然保護観点からみても頭の痛い問題となっている。暴力団の資金源になっているとの指摘もある。
現在は漁師や漁業関係者に、海上保安庁などが生息水域のパトロールなどを行っているが、今のところ、密漁の取り締まりには効果的な方法や糸口は見えていない。
2018年現在、北海道における漁獲量の50％相当が密漁品であると推測する者もいる。2018年に道内でナマコに関係する密漁で逮捕された暴力団員は過去最多の50人にのぼった。水産庁では、2020年度までに漁獲証明制度を整備し、税関などで都道府県の漁業協同組合連合会が発行する原産地証明書の提示を求めることで、密漁によるナマコの流通を防ぐ措置を講じることとしている。

## 分類

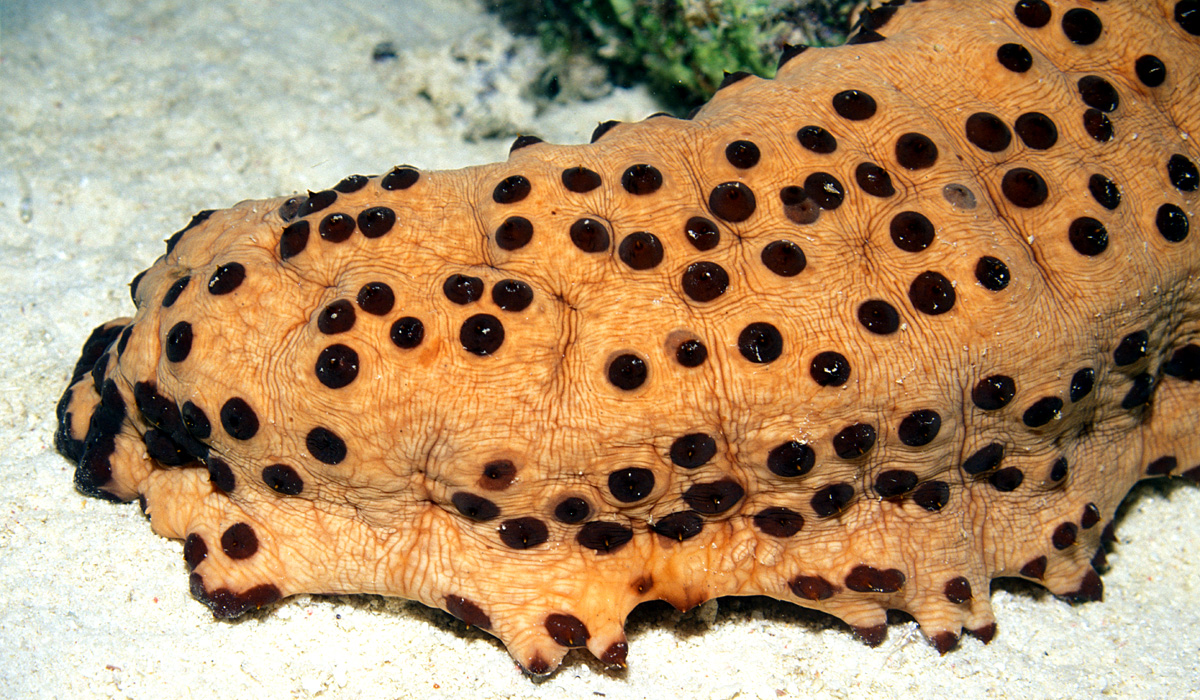
斑点状の疣足を持つナマコ（Isostichopus badionotus）

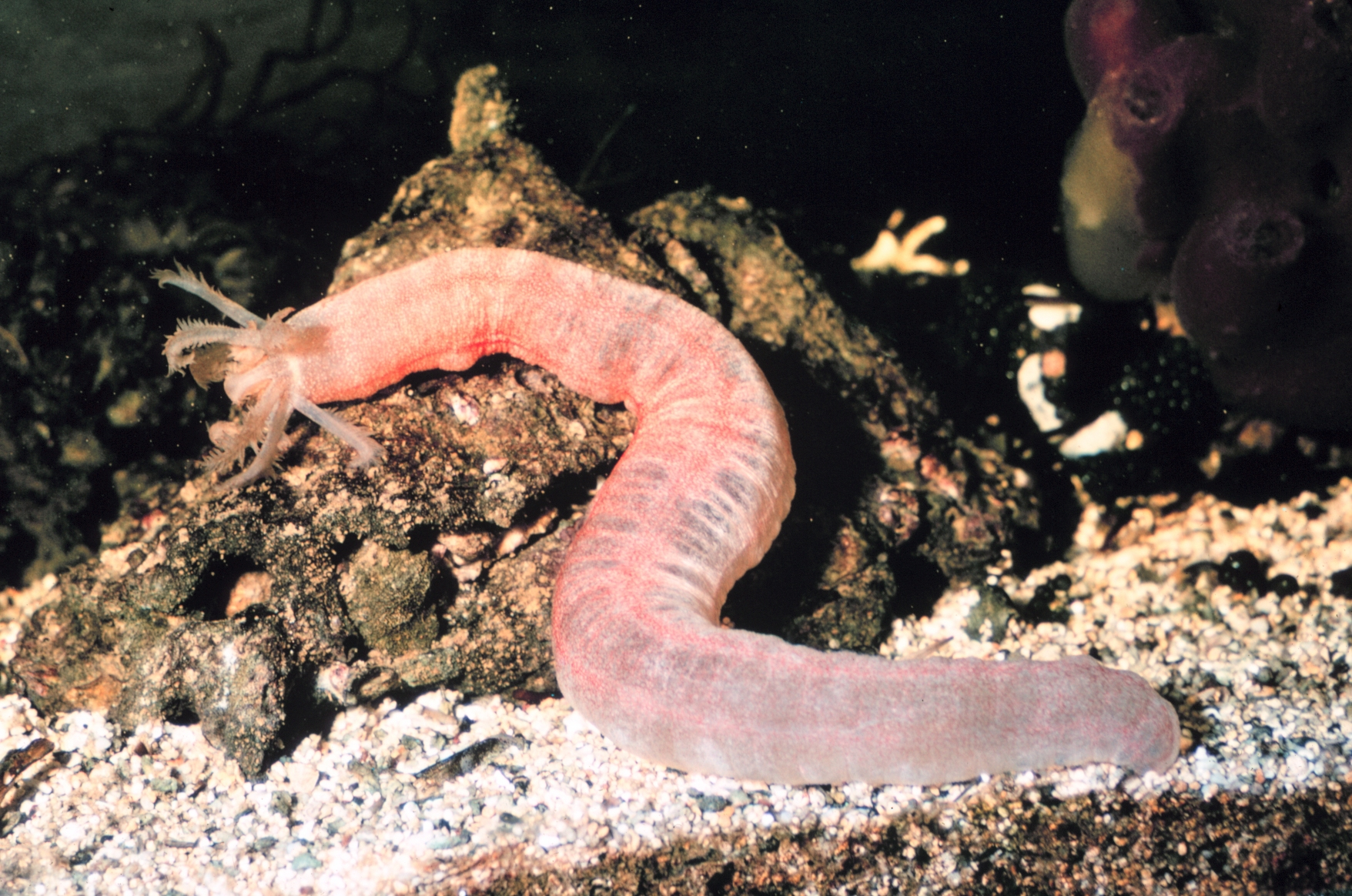
イカリナマコ科の1種（Synaptidae sp.）。無足目と隠足目のナマコは管足・疣足を持たない

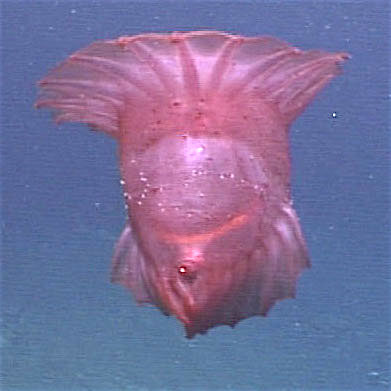
深海の浮遊性ナマコ（Enypniastes sp.）

ナマコは管足・疣足および呼吸樹の有無、触手の形状や骨片の種類などに基づいて3亜綱6目23科に分類される。日本産ナマコの分類は、明治の動物学者である箕作佳吉（みつくりかきち）と、彼の仕事を引き継いだ大島廣により完成された。
種数はWoRMSによる。
- 無足亜綱 Apodacea
  - 無足目 Apodida 大島廣が日本産の分類を完成させた目。ミツクリキクモンナマコ（Myriotrochus mitsukurii）は箕作佳吉への献名である。
    - イカリナマコ科 Synaptidae Burmeister, 1837 - 16属174種。オオイカリナマコ・クレナイオオイカリナマコ
    - クルマナマコ科 Chiridotidae Östergren, 1898 - 12属74種。ムラサキクルマナマコ・イボカギナマコ
    - キクモンナマコ科 Myriotrochidae Théel, 1877 - 8属50種。ミツクリキクモンナマコ

  - 隠足目 Molpadida
    - カウディナ科 Caudinidae Heding, 1931 - 5属37種。シロナマコ
    - Eupyrgidae Semper, 1867 - 1属2種。
    - Gephyrothuriidae Koehler & Vaney, 1905 - 2属3種。
    - イモナマコ科 Molpadiidae Müller, 1850 - 3属64種。
- 楯手亜綱 Aspidochirotacea
  - 楯手目 Aspidochirotida　食用種として重要なマナマコをはじめ、温帯・熱帯域の海岸付近に住むナマコの多くがこの目に含まれる。
    - クロナマコ科 Holothuriidae Burmeister, 1837 - 5属192種。クリイロナマコ・クロエリナマコ・フタスジナマコ・チズナマコ・ジャノメナマコ・クロナマコ・アカミシキリ・チビナマコ・イソナマコ・クロホシアカナマコ・フジナマコ・トラフナマコ・ニセクロナマコ・テツイロナマコ・イシナマコ・ハネジナマコ・エクレアナマコ
    - シカクナマコ科 Stichopodidae Haeckel, 1896 - 9属33種。バイカナマコ・マナマコ・アカオニナマコ・シカクナマコ・タマナマコ
    - ミツマタナマコ科 Synallactidae Ludwig, 1894 - 17属120種。ゴマフソコナマコ
    - Mesothuriidae Smirnov, 2012 - 2属32種。クマサカナマコ

  - 板足目 Elasipodida 深海産ナマコを多く含む目。ユメナマコは箕作による命名。
    - カンテンナマコ科 Laetomogonidae Ekman, 1926 - 6属19種。ヒメカンテンナマコ・ハゲナマコ
    - クマナマコ科 Elpidiidae Théel, 1882 - 13属101種。センジュナマコ・ウシナマコ・ホタテナマコ（オランダ語版）
    - クラゲナマコ科 Pelagothuriidae Ludwig, 1893 - 2属2種。ユメナマコ・クラゲナマコ
    - エボシナマコ科 Psychropotidae Théel, 1882 - 3属26種。エボシナマコ・トキンナマコ
    - オニナマコ科 Deimatidae Théel, 1882 - 3属13種。ムカデナマコ・オニナマコ・ゲジナマコ
- 樹手亜綱 Dendrochirotacea
  - 指手目 Dactylochirotida
    - フラスコナマコ科 Rhopalodinidae Théel, 1886 - 3属18種。
    - Vaneyellidae Pawson & Fell, 1965 - 3属7種。
    - イガグリキンコ科 Ypsilothuriidae Heding, 1942 - 3属11種。イガグリキンコ

  - 樹手目 Dendrochirotida 北方系の種が多い。
    - キンコ科 Cucumariidae Ludwig, 1894 - 66属。キンコ・グミ
    - Heterothyonidae Pawson, 1970 - 1属3種。
    - ジイガセキンコ科 Psolidae Burmeister, 1837 - 7属123種。ジイガセキンコ
    - グミモドキ科 Phyllophoridae Östergren, 1907 - 20属184種。ハマキナマコ・グミモドキ
    - スクレロダクティラ科 Sclerodactylidae Panning, 1949 - 21属93種。イシコ・ムラサキグミモドキ
    - Paracucumidae Pawson & Fell, 1965 - 2属3種。
    - ウロコナマコ科 Placothuriidae Pawson & Fell, 1965 - 1属4種。